# Reudeup (Montasik)
Reudeup is een bestuurslaag in het regentschap Aceh Besar van de provincie Atjeh, Indonesië. Reudeup telt 847 inwoners (volkstelling 2010).